# Prosoplus dubiosus
Prosoplus dubiosus är en skalbaggsart som beskrevs av Stefan von Breuning 1943. Prosoplus dubiosus ingår i släktet Prosoplus och familjen långhorningar. Inga underarter finns listade i Catalogue of Life.